# Hantverksförening
Fabriks- och hantverksförening kallades de obligatoriska föreningar som ersatte skråna enligt 1846 års fabriks- och hantverksordning.

## Bildande
Då skråväsendet i Sverige upphävdes genom 1846 års fabriks- och hantverksordning, föreskrev denna, att hantverksidkarna skulle bilda föreningar, fabriks- och hantverksföreningar, som kunde överta en del av de mera allmännyttiga funktioner, som tillkommit de efter delvis föråldrade principer arbetande gamla skråämbetena och hantverksassociationerna. Kunglig majestät gav föreningarna en viss officiell prägel, dels genom att kommerskollegium uppdrogs att efter av regeringen fastställda normer, utfärda reglementen för dem, dels genom att åt föreningarna lämnades en viss grad av befogenhet till initiativ rörande för hantverken gynnsamma åtgärder och dels genom att föreningarna ställdes i direkt och officiell kommunikation med magistraterna eller myndigheter som var i deras ställe.

## Upphörande
Genom näringsfrihetsförordningens utfärdande 1864 upphörde föreskriften om obligatoriska hantverksföreningar. Enligt §13 i nämnda förordning var det upp till näringsidkarna själva, om de ville bilda föreningar eller inte för att ta tillvara gemensamma intressen. Även om sen stor del av de tidigare hantverksföreningarna fortsatte verksamheten, upphörde många efterhand och återuppstod i annan form eller fick ingen efterföljare. De föreningar som bildades med stöd av 1864 års förordning fick för det mesta benämningen frivilliga hantverksföreningar för att skilja dem från de äldre.